# Рева Григорій Васильович
Григорій Васильович Рева (нар. 2 лютого 1947, село Тальки, Новоград-Волинський район, Житомирська область) — генерал-полковник внутрішньої служби (серпень 2003), кандидат технічних наук (2000); Міністр України з питань надзвичайних ситуацій (20 липня 2004 — 3 лютого 2005); член Ради національної безпеки і оборони України (з грудня 2002); заступник голови Державної комісії з питань техногенно-екологічної безпеки і надзвичайних ситуацій (з грудня 2002); заступник голови Міжвідомчої комісії з розгляду та розв'язання питань соціального захисту громадян, які постраждали внаслідок Чорнобильської катастрофи (з 2003); член Антикризового центру (листопад 2003 — червень 2005). Батько футболіста Віталія Реви.

## З життєпису
Освіта: Харківське пожежно-технічне училище МОГП УРСР (1968). Вища інженерна пожежно-технічна школа МВС СРСР (1974).
1968–1970 — начальник караулу воєнізованої пожежної частини відділу ПО МВС СРСР.
1974 — старший інструктор профілактики 2-ї воєнізованої пожежної частини.
1974–1978 — інженер, старший інженер.
З 1978 — начальник 10-ї воєнізованої пожежної частини.
1979–1984 — начальник відділення служби і підготовки.
1984–1991 — заступник начальника з політичної частини, заступник начальника з роботи з особовим складом відділу пожежної охорони № 26 Головного управління пожежної охорони МВС СРСР.
1991–1992 — начальник відділу пожежної охорони № 26 Головного управління пожежної охорони і АРР МВС СРСР.
З 1992 — начальник відділу Державної пожежної охорони № 1 при Головному управлінні Державної пожежної охорони МВС України.
З червня 1995 — перший заступник начальника, з березня 1998 — начальник Головного управління Державної пожежної охорони МВС України.
11 червня — 30 листопада 2002 — начальник Державного департаменту пожежної безпеки МВС України.
30 листопада 2002 — 20 липня 2004 — Міністр України з питань надзвичайних ситуацій та у справах захисту населення від наслідків Чорнобильської катастрофи.
20 липня 2004 — 3 лютого 2005 — Міністр України з питань надзвичайних ситуацій

## Визнання
Орден «За заслуги» ІІІ ступеня. Медалі «За відвагу на пожежі», «За бездоганну службу» III, II, I ст. Заслужений працівник МВС. Почесна відзнака МНС України. Почесний знак МВС. Лицарський хрест Святого Дмитра Солунського III ст. (УПЦ).